# Henning Piper
Henning Piper (* 27. Juni 1931 in Schöningen; † 15. September 2012) war ein deutscher Jurist und Richter am Bundesgerichtshof.

## Leben
Nach dem Abitur 1950 studierte Piper Rechtswissenschaft an der Christian-Albrechts-Universität Kiel und der Georg-August-Universität Göttingen. Er wurde Mitglied der Corps Palaiomarchia-Masovia und Hannovera. Er erhielt nach 1990 als Alter Herr das Band des Corps Palaiomarchia Halle. Ab 1953 absolvierte er sein Referendariat im Bezirk des Oberlandesgerichts Braunschweig. Er wurde als Assessor 1959 in Göttingen zum Dr. iur. promoviert und trat in Braunschweig in die Richterlaufbahn ein. 1970 wurde er Richter am Oberlandesgericht Braunschweig und 1979 Bundesrichter in Karlsruhe. 1990 übernahm er den Vorsitz vom I. Zivilsenat des Bundesgerichtshofes und hatte diesen bis zur Pensionierung 1996 inne. Er setzte sich nach Erreichen der Altersgrenze nicht zur Ruhe, sondern übernahm aufgrund von übergangsrechtlichen Sondervorschriften im Bereich der Justiz aus Anlass der Wiedervereinigung eine Stelle als Vorsitzender Richter am Oberlandesgericht Dresden. 1998 zum Honorarprofessor der Technischen Universität Dresden ernannt, trat Piper 1999 in den Ruhestand.

## Der „Fall Erna Wazinski“
Am 1. Oktober 1963 wurde Piper Richter am Landgericht Braunschweig. Als Richter war er dort u. a. 1965 als Beisitzer in der 3. Strafkammer in einem Verfahren damit befasst, die Rechtmäßigkeit eines NS-Todesurteils zu prüfen, das am 21. Oktober 1944 vom Sondergericht Braunschweig auf Grundlage von § 1 der Verordnung gegen Volksschädlinge gegen die 19-jährige Erna Wazinski wegen Plünderung verhängt worden war. Die Verurteilte wurde am 23. November 1944 enthauptet.
Nach Kriegsende hatte Wilhelmine Wazinski, die Mutter der zum Tode Verurteilten, mehrfach die Aufhebung des Urteils zu erwirken versucht. Darüber hinaus verlangte sie die Bewilligung einer Rente wegen der Rechtswidrigkeit des Urteils. Das Landgericht wies den Antrag jedoch ab. Piper wirkte dabei als Berichterstatter der Strafkammer und vermochte in seinem über 50-seitigen Bericht keine Rechtswidrigkeit des vom Sondergericht gefällten Todesurteils zu erkennen. Im Gegenteil: In seiner Begründung, in der Piper inhaltlich die 1944 verwendete NS-Terminologie gebrauchte, führte er u. a. aus:

„Die Verordnung gegen Volksschädlinge vom 5.9.1939, die in ihrem § 1 denjenigen mit dem Tode bedrohte, der „im freigemachten Gebiet oder in freiwillig geräumten Gebäuden oder Räumen plünderte“, war geltendes Gesetz. Während der Geltungsdauer der Volksschädlingsverordnung mussten die Strafgerichte nach ihr erkennen, wenn und soweit ihre Tatbestände erfüllt waren. […] Inhaltlich konnte die Volksschädlingsverordnung nicht als schlechthin unverbindliches, weil unsittliches, die Richter des Jahres 1944 nicht bindendes Gesetzesrecht angesehen werden. [...] Die Verordnung war darauf gerichtet dem durch Kriegswirren besonders gefährdeten Eigentum Schutz zu verleihen. [...] Ausgehend vom Sinn und Zweck der Volksschädlingsverordnung hält jedenfalls die Kammer dafür, dass durch die Verordnung als solche nicht jener gewisse Kernbereich des Rechts angetastet worden ist, der nach allgemeiner Rechtsüberzeugung von keinem Gesetz und keiner sonstigen obrigkeitlichen Maßnahme verletzt werden darf. [...] Das [Sonder-] Gericht  hat die Frage der Volksschädlingseigenschaft nicht übersehen. Es hat sie geprüft und bejaht. Stichhaltiger Anhalt für die Annahme, dass es den damals gültigen Begriff der Volksschädlingseigenschaft verkannt oder rechtsfehlerhaft auf den festgestellten Sachverhalt angewendet hat, ist nicht ersichtlich. Insbesondere sind Umstände, die dem Sondergericht bei sachgemäßer Prüfung zwangsläufig die Überzeugung hätten vermitteln müssen, dass die Angeklagte bei Zugrundelegung der vom Reichsgericht gesetzten Maßstäbe nicht von der Wesensart eines Volksschädlings sei, nicht gegeben ...“